# Phaëton (Lully)

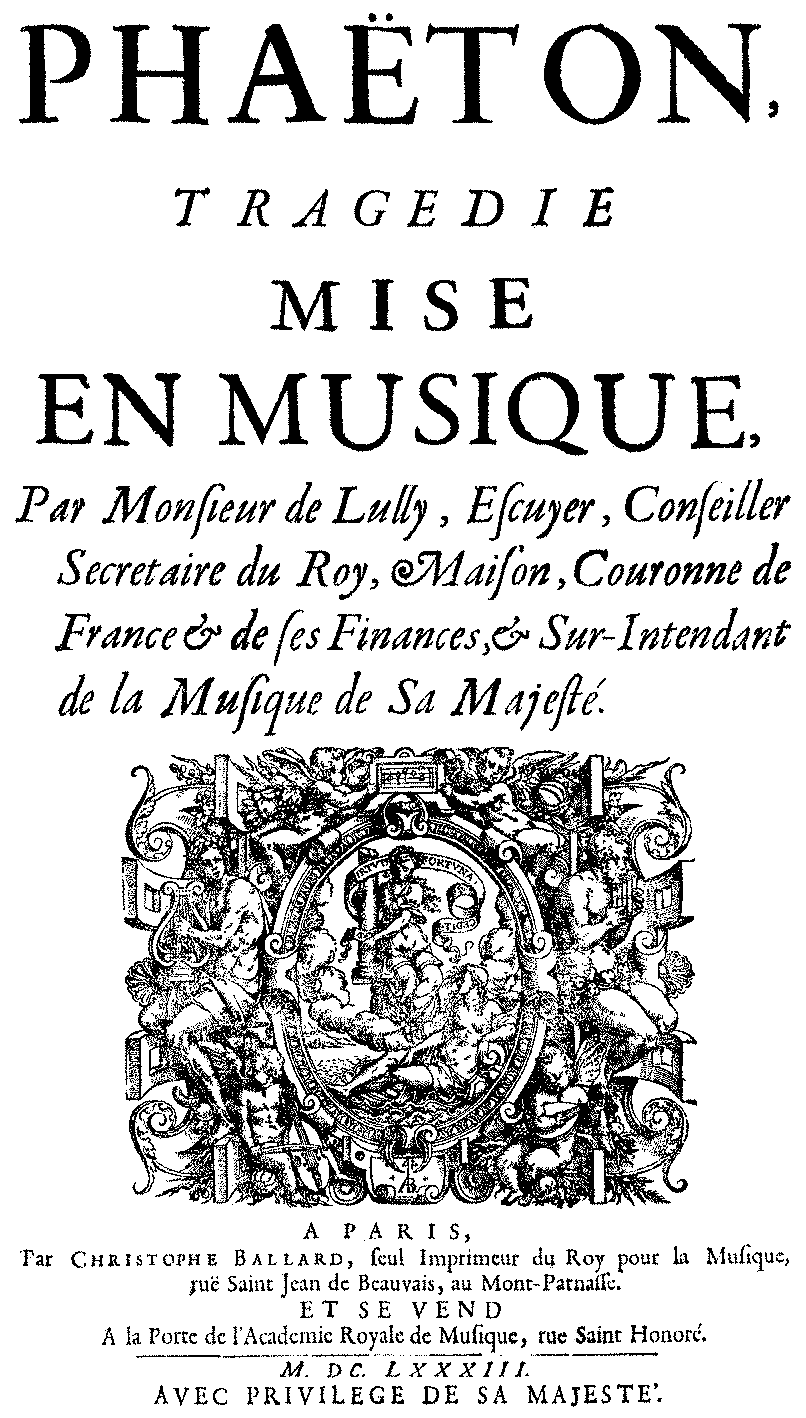

Phaëton, LWV 61 là vở opera của nhà soạn nhạc người Pháp gốc Ý Jean-Baptiste Lully. Người viết lời cho vở opera này là Philippe Quinault . Philippe Quinault đã dựa vào một tác phẩm của Ovid có tên là Metamorphoses. Vở opera này được Lully sáng tác vào năm 1683.